# Bento Carneiro da Silva
Bento Carneiro da Silva, segundo barão, segundo visconde e único conde de Araruama, (Quissamã, 14 de novembro de 1826 - Quissamã, 24 de junho de 1892) foi um fidalgo, proprietário rural, empresário e político brasileiro.

## Biografía
Filho de José Carneiro da Silva, primeiro barão e visconde com grandeza de Araruama, e de dona Francisca Antonia Ribeiro de Castro, filha de Manuel Antônio Ribeiro de Castro, primeiro barão com grandeza de Santa Rita. Era irmão de João José Carneiro da Silva, barão de Monte de Cedro; de José Caetano Carneiro da Silva, visconde de Quissamã; de Manuel Carneiro da Silva, segundo barão e único visconde de Ururaí; e de dona Francisca de Vellasco Castro Carneiro Silveira da Motta, baronesa consorte, esposa de Ignácio Francisco Silveira da Motta, barão de Vila Franca. Sobrinho paterno do primeiro barão de Ururaí e materno do visconde de Santa Rita, da viscondessa de Muriaé e do comendador Antônio Ribeiro de Castro.
Foi um dos fundadores da Cia. Engenho Central de Quissamã e seu primeiro presidente.
Ergueu o Solar da Fazenda Mandiqüera, projeto de Antonio Becher, exemplo de arquitetura rural do apogeu das oligarquias do açúcar no norte fluminense, atualmente em processo de reconstrução.

## Genealogia
Casou-se em 1847, na presença do Imperador Dom Pedro II, com sua prima dona Rachel Francisca de Castro Netto ("Quequézinha"), condessa consorte, filha de Manuel Pinto Neto da Cruz, Barão de Muriaé, e da baronesa consorte Dona Rachel Francisca Ribeiro de Castro, depois de viúva, feita Viscondessa de Muriaé. Desse casamento nasceram os filhos: 
- Maria Carolina de Castro Netto Carneiro da Silva ("Mariquinhas"), casada com seu primo José Ribeiro de Castro Sobrinho ("Bebero"), advogado, negociante, proprietário da Fazenda de Boa Esperança (Quissamã), neto paterno do primeiro barão de Santa Rita e materno do primeiro visconde de Araruama ;
- José Manuel Carneiro da Silva, proprietário da Fazenda de São José (Quissamã), casado com sua prima Maria do Loreto Viana de Lima Carneiro da Silva, filha do visconde de Ururaí, neta paterna do primeiro visconde de Araruama e materna do duque de Caxias;
- Carolina Rachel de Castro Netto Carneiro da Silva, solteira;
- Manuel Affonso Carneiro da Silva, solteiro;
- Manuel Pinto Carneiro da Silva, agrônomo, proprietário da Fazenda de São Manuel (Quissamã), casado com sua prima Maria Bellas de Castro Netto Tinoco, neta materna do barão e da viscondessa de Muriaé;
- Isabel Francisca de Castro Netto Carneiro da Silva, solteira;
- Francisca Rachel de Castro Netto Carneiro da Silva, casada com seu primo o capitão José Julião Ribeiro de Castro, usineiro, proprietário da Fazenda do Queimado (Campos), neto paterno do primeiro barão de Santa Rita e materno do primeiro visconde de Araruama;
- Raquel Antonia de Castro Netto Carneiro da Silva, casada com seu primo José Maria de Queirós Carneiro Mattoso, neto paterno do conselheiro Euzébio de Queirós e materno do primeiro visconde de Araruama, sendo bisneto da condessa da Piedade e do primeiro barão de Santa Rita;
- Luísa Marianna de Castro Netto Carneiro da Silva, solteira;
- Bento Carneiro da Silva, proprietário da Fazenda de Santa Rachel (Quissamã), casado com sua prima Rachel Francisca Carneiro da Silva ("Quequé"), filha do visconde de Quissamã e neta dos primeiros viscondes de Araruama.

## Títulos
Recebeu o título de barão por decreto de 30 de novembro de 1866 e o de conde por decreto de 24 de março de 1888. O título faz referência à Lagoa de Araruama, que, em tupi, significa terra de araras.
Foi moço fidalgo da Casa Imperial, Veador de Sua Majestade a Imperatriz Dona Teresa Cristina Maria de Bourbon e coronel Comandante da Guarda Nacional.
Segundo Carlos G. Rheingantz, em Titulares do Império, Bento Carneiro da Silva não recebeu o título de visconde de Araruama, tendo sido tal atribuição um erro que consta no Arquivo Nobiliárquico Brasileiro.